# سوختة كوه (دهشال)
سوختة کوه (بالفارسية: سوخته کوه) هي قرية تقع في إيران في قسم دهشال الريفي. يقدر عدد سكانها بـ 410 نسمة بحسب إحصاء 2016.